# Нуклеоплазма

Ядро клетки человека

Нуклеопла́зма, или кариопла́зма, или ядерный сок, — один из типов протоплазмы, содержащийся в клеточном ядре и ограниченный ядерной мембраной. Нуклеоплазма представляет собой очень вязкую жидкость (коллоидный раствор белков), окружающую хроматин и ядрышко. В нуклеоплазме растворены многие вещества, например, нуклеотиды, необходимые для репликации ДНК, и ферменты, осуществляющие различные ядерные процессы (например, репликацию и репарацию ДНК, а также транскрипцию).
Жидкая составляющая нуклеоплазмы называется ядерной гиалоплазмой.